# The Monkees
A The Monkees amerikai pop/rock együttes volt. Tagjai: Micky Dolenz, volt tagok: Peter Tork, Davy Jones és Michael Nesmith. A zenekar eredetileg 1965-től 1971-ig működött, azonban többször feloszlottak pályafutásuk során. Michael Nesmith 2021-es halála miatt az együttes ebben az évben feloszlott. A Monkees az ugyanilyen című szituációs komédiából indult, amely 1966-tól 1968-ig ment Amerikában. Az együttes később kikerült a TV-ből a színpadra, 1966-ban már turnéztak is. 2012. február 29.-én Davy Jones elhunyt, 2019-ben Peter Tork, 2021-ben pedig Michael Nesmith is meghalt. 2015-ben a megmaradt tagok újból turnéztak. Az együttesnek pár új tévéműsora is született az idők során. Felmerült az ötlet, hogy az eredeti sorozatot "rebootolják", azonban végül nem lett belőle semmi. A popkultúrába is "behatoltak", számtalan más műsor, film és zenészek is utalásokat tesznek az együttesre. A zenekar a Beatles, pontosabban a Hard Day's Night című filmjük hatására alakult, a két együttes továbbá jó barátságban állt egymással. Továbbá mindkét zenekart állatokról nevezték el (a Beatles a "beetles" (bogarak) és a "beat" szavak keresztezése, a Monkees pedig a "monkeys" (majmok) szó elírása). Maga Dolenz eredetileg úgy írta le őket, mint "egy tévéműsor egy kitalált együttesről...amelyik a Beatles akart lenni, de sosem volt sikeres". Ironikus módon a műsor sikere a hatvanas évek egyik legsikeresebb együttesévé tette őket. Több, mint hetvenöt millió lemezt adtak el világszerte, ezzel a Monkees egyike a világ legnépszerűbb zenekarainak, olyan nemzetközi slágerekkel, mint a  "Last Train to Clarksville", "I'm a Believer", "Pleasant Valley Sunday", és a "Daydream Believer". Az újságok szerint az együttes 1967-ben több lemezt adott el, mint a Beatles és a Rolling Stones együttvéve, de Nesmith az önéletrajzában beismerte, hogy ez hazugság volt. A Monkees Headquarters című albuma bekerült az 1001 lemez, amit hallanod kell, mielőtt meghalsz című könyvbe.

## Diszkográfia
- The Monkees (1966)
- More of The Monkees (1967)
- Headquarters (1967)
- Pisces, Aquarius, Capricorn and Jones Ltd. (1967)
- The Birds, the Bees and the Monkees (1968)
- Head (1968)
- Instant Replay (1969)
- The Monkees Present (1969)
- Changes (1970)
- Pool It! (1987)
- Justus (1996)
- Good Times! (2016)